# Isaac Mbengan
Isaac Honore Aime Mbengan (* 28. Mai 1994), auch einfach nur Isaac Mbengan genannt, ist ein kamerunischer Fußballspieler.

## Karriere
Isaac Mbengan erlernte das Fußballspielen in der Jugendmannschaft des thailändischen Erstligisten Buriram United in Buriram. Seinen ersten Vertrag unterschrieb er 2015 beim Phichit FC, der sich jedoch während der Hinserie aus der Liga zurückzog. Zur Rückserie unterschrieb er einen Vertrag beim Krabi FC. Der Verein aus Krabi spielte in der zweiten thailändischen Liga, der Thai Premier League Division 1. 2018 musste der Verein den Weg in die Drittklassigkeit antreten. Nach dem Abstieg verließ er Krabi und schloss sich in der Thai League 2 der Mannschaft MOF Customs United FC aus der Hauptstadt Bangkok an. Sein Zweitligadebüt gab er am ersten Spieltag (9. Februar 2019) im Spiel gegen den BG Pathum United FC. Hier stand er in der Anfangsformation. In der 73. sah er die Rote Karte. Für die Customs stand er in der Hinserie achtmal in der zweiten Liga auf dem Spielfeld. Zur Rückserie wechselte er in die Thai League 3 zum Chamchuri United FC, einem Verein, der ebenfalls in Bangkok beheimatet ist. Mbengan stand bis Sommer 2023 bei dem Hauptstadtverein unter Vertrag. Anschließend war er bis Januar 2024 vertrags- und vereinslos. Im Januar 2024 unterschrieb er einen Vertrag bei dem in der North/Eastern Region spielenden Sisaket United FC. Am Ende der Saison 2023/24 feierte er mit dem Verein aus Sisaket die Meisterschaft der Region. In der Aufstiegsrunde konnte man sich durchsetzen und stieg in die zweite Liga auf. Nach dem Aufstieg wurde im Sommer 2024 sein Vertrag nicht verlänghert. Im August 2024 nahm ihn der Drittligist Hua Hin Maraleina FC. Mit dem Verein spielte er elfmal in der Western Region der Liga. Nach der Hinrunde wurde sein Vertrag nicht verlängert. Im Januar 2025 nahm ihn der in der Central Region spielende Dome FC unter Vertrag.

## Erfolge
Sisaket United FC
- Thai League 3 – North/East: 2023/24  ▲